# سافانت سترينجفيلو
سافانت سترينجفيلو (بالإنجليزية: Savanté Stringfellow)‏ مواليد 6 نوفمبر 1978، هو لاعب قفز طويل أمريكي. شارك في دورة الألعاب الأولمبية.

## الميداليات
| الميدالية | المسابقة                       |
| --------- | ------------------------------ |
| فضية      | بطولة العالم لألعاب القوى 2001 |

## روابط خارجية
- سافانت سترينجفيلو على موقع الاتحاد الدولي لألعاب القوى (الإنجليزية)
- سافانت سترينجفيلو على موقع اللجنة الأولمبية الدولية (الإنجليزية)
- سافانت سترينجفيلو على موقع أوليمبيديا (الإنجليزية)